# 베르너 리브리히
베어너 리브리히(독일어: Werner Liebrich, 1927년 1월 18일~ 1995년 3월 20일)는 독일의 전 축구 선수로, 현역 시절 중앙 수비수로 활약했다. 그는 1954년 월드컵에서 서독 국가대표팀 일원으로 정상에 올랐고, 고향 카이저슬라우테른에서 20년 가까이 뛰고 이후에 감독도 잠깐 역임한 것으로 알려져 있다.

## 유년 시절
리브리히는 카이저슬라우테른의 노동자 가정 출신으로, 독일 사민당의 일원이었다.

## 경력
리브리히는 1940년대에 1군 무대 신고식을 치른 이래 리그 무대에서 카이저슬라우테른에서만 활약했다. 그는 1950년대에 독일 리그를 1951년과 1953년에 2번 우승했다.
그는 서독 국가대표팀 경기에 16번 출전했고, 1954년 월드컵에 참가해 결승전에 선발로 출전했다. 그는 앞서 헝가리와 조별 리그에서 조우했을 때 상대 주장 푸슈카시 페렌츠에게 부상을 입혔다. 푸슈카시는 이 여파로 결선 토너먼트 2경기를 결장한 뒤 서독과 재회한 결승전에서 완전하지 않은 상태로 출전했는데, 이 경기에서 서독이 3-2로 이기며, 헝가리에게 4년 만의 첫 패배를 안겼다.
1950년, 이탈리아의 밀란이 그에게 이적 제의를 했으나, 고향에 남기로 결정하면서 거절했다.
카이저슬라우테른으로 독일 리그를 1951년과 1953년에 우승한 것 외에도, 리브리히의 경력에 정점을 찍은 일은 1954년 월드컵에서의 수비적 성과에 있는데, 특히 유고슬라비아전에서 그의 진가를 나타냈다. 1954년 월드컵이 끝난 후, 그는 1954년 12월 1일에 웸블리에서 잉글랜드를 상대했다. 그는 효율적으로 잉글랜드의 중앙 공격수 로니 앨런을 지웠고, 스탠리 매슈스도 잘 막아냈다.
리브리히는 1962년에 고향에서 거의 20년을 활약하고서 축구화를 벗었다. 그러나, 그는 1964-65 시즌에 감독으로 복귀했는데, 리브리히는 이 때 소속 구단을 강등에서 구제했다.